# Cantonul Jargeau
Cantonul Jargeau este un canton din arondismentul Orléans, departamentul Loiret, regiunea Centru, Franța.

## Comune
- Darvoy
- Férolles
- Jargeau (reședință)
- Neuvy-en-Sullias
- Ouvrouer-les-Champs
- Sandillon
- Sigloy
- Tigy
- Vannes-sur-Cosson
- Vienne-en-Val